# 南風道
南風道（英語：Nam Fung Road）為香港港島南區黃竹坑的一條行車道路，西起黃竹坑道及香港仔隧道入口交界往香港仔等地，東接深水灣道及壽山村道交界往黃泥涌峽、壽山村及深水灣等地。
由於南風道沿途空氣清新，環境優美，所以成為不少醫院、學校和安老院的所在地。

## 歷史
南風道於1973年7月5日通車，由當時香港總督麥理浩爵士主持啟用典禮，並設有一落成紀念碑。在香港仔隧道於1982年建成前，南風道一直扮演着連接南區與灣仔區的重要角色，但當局於1977年起禁止紅色小巴行經，禁令直至2018年4月起在凌晨 12 時至上午 6 時才讓紅色小巴行經南風道。

## 鄰近建築
- 南風隧道黃竹坑入口
- 香港仔隧道黄竹坑入口
- 香港仔消防局暨救護站
- 黃竹坑醫院
- 黃竹坑老人服務綜合大樓
- 港大同學會書院
- 黃竹坑石刻
- 南風道休憩公園
- 南風道林地
- 南島中學
- 港燈南風至柏架電纜隧道

## 交匯道路
- 深水灣道
- 南風徑
- 黃竹坑徑
- 黃竹坑道